# Platysaurus attenboroughi
Platysaurus attenboroughi (пласка ящірка Аттенборо) — вид ящірок родини поясохвостів (Cordylidae). Мешкає в Південній Африці. Вид названий на честь британського ведучого-натураліста Девіда Аттенборо.

## Поширення і екологія
Пласкі ящірки Аттенборо мешкають в нижній течії Оранжевої річки від Гудхауса до Ріхтерсвельда у Північнокапській провінції ПАР та на крайньому півдні Намібії, а також в горах Хунсберг, Хуамсіб і Плогберг та в каньойні Фіш-Рівер. Вони живуть в тріщинах серед гранітних скель, порослих чагарниками.